# Sacro Cuore di Gesù agonizzante a Vitinia
Sacro Cuore di Gesù agonizzante a Vitinia (deutsch: Herz-Jesu in Agonie in Vitinia; lateinisch: Sacratissimi Cordis Iesu in agoniam facti) ist eine Titelkirche in Rom.

## Überblick
Die Pfarrgemeinde wurde am 3. April 1955 mit dem Erlass Neminem latet durch Kardinalvikar Clemente Micara gegründet. Die von dem Architekten Ildo Avetta erbaute moderne, futuristische Kirche wurde am 29. April 1969 durch Papst Paul VI. zur Titelkirche der römisch-katholischen Kirche erhoben. Patrozinium ist das Heiligste Herz Jesu.
Die Kirche steht an der Via Sant'Arcangelo di Romagna 70 im römischen Quartier Vitinia.

## Kardinalpriester
- Julio Rosales y Ras (1969–1983)
- Mario Luigi Ciappi OP (1987–1996)
- Telesphore Placidus Toppo (2003–2023)
- Jean-Paul Vesco OP (seit 2024)